# Waris Hussein

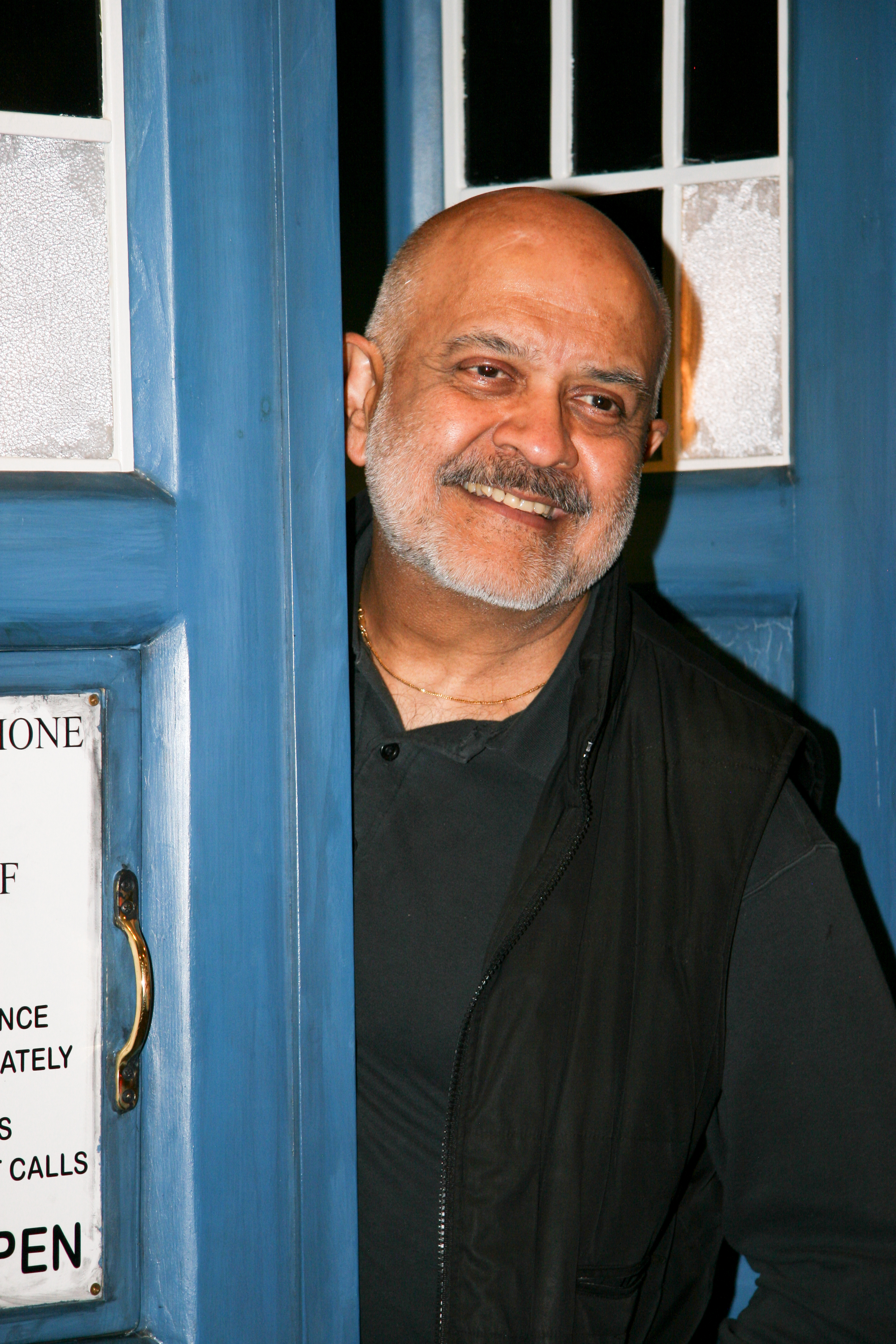
Waris Hussein bei Gallifrey One (2011)

Waris Hussein (* 9. Dezember 1938 in Lucknow, Uttar Pradesh in Britisch-Indien als Waris Habibullah) ist ein britisch-indischer Filmregisseur, der auch als Filmschauspieler, Drehbuchautor und Produzent in Erscheinung getreten ist.

## Biografie

### Ausbildung und erste Schritte
Waris Habibullah, der 1938 in Britisch-Indien in eine Familie der aristokratischen Taluqdar-Klasse hineingeboren wurde, verbrachte seine frühe Kindheit hauptsächlich in Bombay. Als sein Vater Ali Bahadur Habibullah 1946 in die indische Hochkommission berufen wurde, kam er mit seiner Familie nach Großbritannien. Habibullahs Vater kehrte nach der Unabhängigkeit seines Heimatlandes von Pakistan im Jahr 1947 nach Indien zurück. Seine Mutter Attia Hosain, eine Schriftstellerin entschied sich jedoch dazu mit ihren beiden Kindern im Vereinigten Königreich zu bleiben. Neben ihrer Schriftstellertätigkeit arbeitete sie bei der BBC des internationalen Dienstes des BBC World Service.
Habibullah erhielt eine Ausbildung am Clifton College und studierte anschließend englische Literatur am Queens’ College in Cambridge, wo er etliche Theaterstücke inszenierte. Er traf dort mit Derek Jacobi, Margaret Drabble, Trevor Nunn und Ian McKellen sowie mit Eleanor Bron, David Frost und Peter Cook zusammen. Gemeinsam erarbeiteten sie mehrere Produktionen, darunter auch für den Theaterclub der Universität Cambridge für Studenten aus Cambridge, die Marlowe Society. Sie belebten das Stück Caesar und Kleopatra von George Bernard Shaw neu. Nach Abschluss seines Studiums im Jahr 1960 trat Habibullah der BBC bei, er strebte eine Ausbildung als Regisseur an, ein Berufswunsch der sich schon früh bei ihm herauskristallisiert hatte. Kurzzeitig arbeitete er auch als Schauspieler. Zu diesem Zeitpunkt änderte er seinen Nachnamen von Habibullah in Hussein, da ihm sein eigentlicher Name zu kompliziert schien. Später äußerte er, er hätte lieber den Mädchennamen seiner Mutter Hosain verwenden sollen. Damals habe man den Namen Hussein mit dem König von Jordanien in Verbindung gebracht, später aber leider mit Saddam Hussein und eine solche Verbindung sei nun wirklich nicht hilfreich.

### Regie, Doctor Who, BBC
Eine seine ersten Arbeiten als Regisseur war die bei der britischen Science-Fiction-Serie Doctor Who, die seit 1963 von der BBC produziert wird, und von einem mysteriösen Zeitreisenden handelt, der nur als „Der Doktor“ bekannt ist und mit seinen Begleitern in der Zeit-Raum-Maschine TARDIS in verschiedene Zeitzonen reist und dabei in diverse Abenteuer verwickelt wird. Beim ersten Handlungsstrang dieser aus vier Episoden bestehenden Fernsehserie mit dem Titel Das Kind von den Sternen führte Hussein 1963 Regie. Er war sich nicht sicher, welche Auswirkungen diese Arbeit auf seine weitere Karriere nehmen würde, immerhin war er ein Cambridge-Student, der sein Studium mit Auszeichnung bestanden hatte. Ab 1964 inszenierte er weitere Folgen von Doctor Who mit dem Titel Marco Polo. Daran schlossen sich erneut Arbeiten für Produktionen der BBC an, so beispielsweise A Passage to India, ein Theaterstück der indisch-amerikanischen Dramatikerin Santha Rama Rau, das 1965 als „Stück des Monats“ ausgezeichnet wurde. Es ist eines der wenigen Werke, das sich direkt mit seinem asiatischen Erbe befasst und mit Sensibilität die durch Rassentrennung bedingte Notlage von Außenstehenden zeigt. Für das 1969 veröffentlichte Filmdrama A Touch of Love kam er wieder mit Margaret Drabble, auf deren Buch The Millstone die Verfilmung beruht, sowie mit Ian McKellen der eine der Hauptrollen spielte, zusammen. Der Film thematisiert die Geschichte einer alleinerziehenden Mutter, verkörpert von Sandy Dennis, und wurde seinerzeit auf der Berlinale vorgestellt.
Der 1971 unter Husseins Regie entstandene Kinofilm Melody war zwar in den USA und in Großbritannien eine Enttäuschung an den Kinokassen, konnte aber in Mexiko, Argentinien und Chile große Erfolge feiern. Der Film erzählt in lyrischer Form eine Geschichte über Schultage und Sommerdunst im Süden Londons in den 1970er Jahren. In der sechsteiligen britischen Miniserie über Heinrich VIII. und seine sechs Frauen porträtierte Hussein 1972 Heinrich VIII., der von 1509 bis 1547 König von England war und die Trennung der englischen Kirche von Rom und die Errichtung der Anglikanischen Staatskirche betrieb. Neben Keith Mitchell als Heinrich VIII waren Charlotte Rampling als Anne Boleyn und Donald Pleasence als Thomas Cromwell zu sehen. In dem ebenfalls 1972 veröffentlichten Psychodrama The Possession of Joel Delaney arbeitete er mit Shirley MacLaine zusammen. McLaine spielte eine New Yorkerin, deren Bruder von einem Serienmörder besessen ist. Bei dem zweiteiligen amerikanisch-britischen Fernsehfilm Seine Scheidung, ihre Scheidung kam es 1973 zu einer Zusammenarbeit zwischen Hussein und Richard Burton und Elizabeth Taylor. Es war der erste Fernsehfilm, in dem das zum Zeitpunkt der Dreharbeiten miteinander verheiratete Paar gemeinsam auftrat und zugleich ihr letzter gemeinsamer Film. Mit Burton kam Hussein gut klar, Elisabeth Taylor hingegen ignorierte ihn weitgehend. Hussein empfand Film und Zusammenarbeit als einen Tiefpunkt seiner Karriere.
Eine weitere Arbeit Husseins war die vierteilige Miniserie, ein BBC-Drama von 1974 mit dem Titel Shoulder to Shoulder, eine Geschichte über das Frauenwahlrecht. Im selben Jahr entstand die siebenteilige Miniserie Notorious Woman mit Rosemary Harris in der Titelrolle, basierend auf dem Leben der französischen Autorin George Sand. Bei dem Filmdrama Daphne Laureola, das 1978 Bestandteil einer Reihe von von Laurence Olivier präsentierten Filmen war, führte Hussein Regie. Ein junger Mann verliebt sich in die exotische von Joan Plowright gespielte Lady Pitts, deren von Laurence Olivier verkörperter Ehemann darüber nicht gerade erfreut ist.
Bei der 1978 im Vereinigten Königreich ausgestrahlten siebenteiligen Fernsehserie Edward & Mrs. Simpson führte Hussein ebenfalls Regie. Die Serie hat die Abdankung von König Eduard VIII. im Jahr 1936 zum Inhalt, der dem Thron entsagte, um seine Geliebte Wallis Simpson, eine bereits zweimal geschiedene US-Amerikanerin, heiraten zu können. Bei den beiden letztgenannten Stücken arbeitete er erneut mit Verity Lambert zusammen, der seinerzeitigen Produzentin von Doctor Who, mit der Hussein seither eng befreundet war. Freundschaften pflegt er auch mit den britischen Schauspielern Siân Phillips, Martin Jarvis und Francesca Annis.

### Arbeiten ab den 1980er Jahren
In den 1980er und 1990er Jahren drehte Hussein mehrere Fernsehfilme in den Vereinigten Staaten. Mit Bette Davis arbeitete er 1982 in dem zweiteiligen Fernsehfilm Kleine Gloria – Armes, reiches Mädchen zusammen. Sie sei eine Frau, für die er nicht nur eine enorme Zuneigung, sondern auch großen Respekt empfunden habe. Sie sei unglaublich professionell gewesen, äußerte Hussein. Im Schatten des Triumphbogens ist der Titel eines 1984 erschienenen britischen Fernsehfilms, der auf einem Roman von Erich Maria Remarque basiert und von Hussein mit Anthony Hopkins, Lesley-Anne Down und Donald Pleasence neu inszeniert wurde, nachdem bereits 1948 eine Verfilmung mit Ingrid Bergman und Charles Boyer entstanden war.
Bei dem 1985 veröffentlichten Musicalfilm Copacabana mit Barry Manilow, Annette O’Toole und Estelle Getty führte Hussein Regie. Für diese Arbeit wurde er mit dem Primetime Emmy ausgezeichnet. Der 1986 von ihm inszenierte Mysterythriller Maggie beinhaltete eine Zusammenarbeit mit Stefanie Powers und Ava Gardner. Eine junge Frau fungiert als Fremdenführerin einer texanischen Familie, denen sie London zeigt, dabei bekommt sie mit, dass Mordpläne geschmiedet werden.
Das 1987 entstandene britische Fernsehdrama Intimate Contact, geschrieben von Alma Cullen, mit Daniel Massey und Claire Bloom befasste sich mit dem Thema HIV/AIDS. Hussein erzählte später, dass er um diesen Film gekämpft habe. Denn er habe gewusst, warum es gehe. Niemand im Produktionsteam ahnte zu diesem Zeitpunkt, dass das für Hussein eine schmerzvolle Arbeit war, da er seinen eigenen Partner durch diese Krankheit verloren hatte.
Eine weitere Arbeit Husseins war die 1988 veröffentlichte biografische Romanze Onassis, der reichste Mann der Welt mit Raúl Juliá als Aristoteles Onassis, Jane Seymour als Maria Callas, Anthony Quinn als Socrates Onassis und Francesca Annis als Jacqueline Kennedy. In Killer Instinct, einem Filmdrama von 1988, arbeitete Hussein mit Melissa Gilbert zusammen, die die Psychiaterin Lisa DaVito spielte und für die Rettung eines gefolterten Mannes eintrat, dessen Vergangenheit ihn zum Gewalttäter gemacht hatte. Bei der ersten Verfilmung eines Romans von Rosamunde Pilcher übernahm Hussein 1989 für die britisch-US-amerikanische Produktion Die Muschelsucher die Regie. Angela Lansbury spielte die Hauptrolle der Penelope Keeling.
In dem Filmdrama Verbotene Nächte von 1990 war Melissa Gilbert wiederum Husseins Hauptdarstellerin. Diesmal spielte sie eine Lehrerin, deren Traum, in China zu arbeiten, wahr wird. Eine weitere Regiearbeit Husseins ist das 1997 veröffentlichte britische Filmdrama Sixth Happiness, das auf einer Autobiografie des indischen Schriftstellers und Schauspielers Firdaus Kanga beruht, und die ungewöhnliche Geschichte eines Jungen erzählt, dessen Wachstum abrupt stoppt, da er mit einer Krankheit geboren wurde, die seine Knochen brüchig werden lässt. In dem 2013 veröffentlichten britischen Fernsehfilm Ein Abenteuer in Raum und Zeit wird die Entstehungsgeschichte der Kult-Fernsehserie Doctor Who erzählt. Waris Hussein wird in diesem Film von Sacha Dhawan dargestellt. Er selbst war beratend für den Film tätig.

### Privates
Waris Hussein verlor seinen Lebenspartner Ian, der aus Neuseeland stammte, und mit dem er zwölf Jahre zusammen war, durch AIDS.

## Filmografie (Auswahl)
– Regie, wenn nicht anders angegeben –
- 1962: Corrigan Blake (Fernsehserie, Folge You Can’t Win Them All; als Schauspieler)
- 1962, 1963: Compact (Fernsehserie, 10 Folgen)
- 1963: Suspence (Fernsehserie, Folge One Step from the Pavement; auch Produzent)
- 1963: Moonstrike (Fernsehserie, Folge A Matter of Trust)
- 1963, 1964: Doctor Who (Fernsehserie, 11 Folgen)
- 1964: The Indian Tales of Rudyard Kipling (Fernsehserie, 4 Folgen)
- 1965: The Newcomers (Fernsehserie, 2 Folgen)
- 1965–1975: BBC Play of the Month (Fernsehserie, 6 Folgen; Folge St. Joan auch Drehbuch)
- 1966: Thirteen Against Fate (Fernsehserie, Folge The Son)
- 1966–1968: The Wednesday Play (Fernsehserie, 9 Folgen; Folge Days in the Trees auch Drehbuch)
- 1969: W. Somerset Maugham (Fernsehserie, Folge A Casual Affair)
- 1969: A Touch of Love
- 1971: Melody
- 1972: The Possession of Joel Delaney
- 1972: Heinrich VIII und seine sechs Frauen (Henry VIII and His Six Wives)
- 1973: Seine Scheidung, ihre Scheidung (Divorce His – Divorce Hers)
- 1973: Between the Wars (Fernsehserie Folge Now Lies She There und The Silver Mask)
- 1974: Shoulder to Shoulder (Fernseh-Miniserie, 4 Folgen)
- 1974: Notorious Woman (Fernseh-Miniserie, 7 Folgen)
- 1976: The Glittering Prizes (Fernseh-Miniserie, 3 Folgen)
- 1977: Romance (Fernsehserie, Folgen Moths und Three Weeks)
- 1978: Armchair Thriller (Fernsehserie, 4 Folgen)
- 1978: Edward & Mrs. Simpson (Fernseh-Miniserie, 7 Folgen)
- 1979: Dann wären wir sechs (And Baby Makes Six, Fernsehfilm)
- 1980: Verurteilt zum Tode (Death Penalty, Fernsehfilm)
- 1981: Das Schicksal kennt kein Erbarmen (Callie & Son, Fernsehfilm)
- 1982: Gulag 2 (Coming Out of the Ice, Fernsehfilm)
- 1982: Klein Gloria – Armes reiches Mädchen (Little Gloria… Happy at Last, zweiteiliger Film)
- 1983: Princess Daisy (Fernseh-Miniserie, 2 Folgen)
- 1984: Im Schatten des Triumphbogens (Arch of Triumph, Fernsehfilm)
- 1985: … und fanden keinen Ausweg mehr (Surviving: A Family in Crisis, Fernsehfilm)
- 1985: Copacabana (Fernsehfilm)
- 1986: Verschwörung des Bösen (When the Bough Breaks, Fernsehfilm)
- 1987: Intimate Contact (Fernsehserie, 4 Folgen)
- 1987: Mord auf Bestellung (Downpayment on Murder, Fernsehfilm)
- 1988: Onassis, der reichste Mann der Welt (Onassis: The Richest Man in the World, Fernsehfilm)
- 1988: Killer Instinct (Fernsehfilm)
- 1989: Die Muschelsucher
- 1990: Verbotene Nächte (Forbidden Nights, Fernsehfilm)
- 1992: Der Schatten des Mörders (She Woke Up, Fernsehfilm)
- 1994: Fall from Grace (Fernsehfilm)
- 1995: Entführt – Die furchtbare Wahrheit (The Face on the Milk Carton, Fernsehfilm)
- 1997: Sixth Happiness
- 1998: Supply & Demand (Fernseh-Miniserie, 4 Folgen)
- 1998: Die Seele der Partei – Die Pamela Harriman Story (Life of the Party: The Pamela Harriman Story, Fernsehfilm)
- 2002: Her Best Friend’s Husband (auch Co-Produzent)
- 2013: Ein Abenteuer in Raum und Zeit (An Adventure in Space and Time, Fernsehfilm; Berater)
- 2016: Tale of a Timelord (Kurzfilm, als Sprecher)

## Auszeichnungen (Auswahl)
- Internationale Filmfestspiele Berlin 1969:
Nominiert für den Golden Bären mit A Touch of Love
- Internationale Filmfestspiele Berlin 1972:
Nominiert für den Golden Bären mit The Possession of Joel Delaney
- BAFTA Awards 1979: 
Nominiert für den BAFTA TV Award in der Kategorie „Bestes Drama“ mit Edward & Mrs. Simpson (zusammen mit Andrew Brown)
- BAFTA Awards 1994:
Nominiert für den BAFTA TV-Award in der Kategorie „Bestes Einzeldrama“ mit Screen Two, Episode The Clothes in the Wardrobe (zusammen mit Norma Heyman und Martin Sherman)
- 1986: Primetime Emmy Awards
Auszeichnung mit dem Primetime Emmy in der Kategorie Beste Regie in einem Musikfilm für Copacabana